# Исергапово
Исерга́пово (тат. Исергәп) — село в Бавлинском районе Татарстана, центр Исергаповского сельского поселения.

## География
Село расположено в 15 км к юго-востоку от райцентра — города Бавлы. По территории села протекает река Тумбарлинка.

## История
Исергапово основано в начале XVIII века как селение башкир Тынламасской тюбы Кыр-Еланской волости. По предположению А. З. Асфандиярова, основателем деревни является башкир из деревни Абдулово Еланской волости Исергап Султанов (Султанаев).
В 1751 году сюда переселились татары из села Курса Арской дороги. В 18- 19 вв. жители села относились к сословиям башкир-вотчинников, тептярей и государственных крестьян.
Согласно материалам третьей ревизии (1762 г.) в Исергапово были учтены 20 душ муж. пола ясачных татар.
В период Крестьянской войны 1773—1775 гг. исергаповцы активно выступили на стороне Е. И. Пугачева (в одном из сражений погиб их предводитель; сохранилась его могила, которая в народе называется «Эулия кабере» — «Могила ясновидца»).
Документы четвёртой ревизии (1782 г.) зафиксировали проживание в «деревне Исергаповой, что на речке Ик» 17 душ муж. пола ясачных татар, 2 муж.пола душ служилых татар «приписных к Адмиралтейству», 2 душ муж. пола тептярей С.178, входивших в команду старшины Аитмамбета Ишметева.
В «Списке населённых мест Российской империи», изданном в 1864 году по сведениям 1859 года, населённый пункт упомянут как казённая и башкирская деревня Исергапова 4-го стана Бугульминского уезда Самарской губернии. Располагалась по левую сторону коммерческого тракта из города Бугульмы в город Белебей, при речке Тумбарле, в 40 верстах от уездного города Бугульма и в 30 верстах от становой квартиры в казённом селе Ефановка (Крым-Сарай, Орловка, Хуторское). В деревне, в 136 дворах проживали 1090 человек (543 мужчины и 547 женщин), была мечеть.
По сведениям 1889 года, в селе функционировали мечеть, мектеб, 3 водяные мельницы. В 1898 году открыта вторая мечеть, в 1902 году — третья, в 1905—1906 годах — медресе, в 1914 году школа для девочек. В этот период земельный надел сельской общины составлял 3351 десятину.
До 1920 года село входило в Бавлинскую волость Бугульминского уезда Самарской губернии. С 1920 года в составе Бугульминского кантона ТАССР. С 10 августа 1930 года в Бавлинском, с 1 февраля 1963 года в Бугульминском, с 12 января 1965 года в Бавлинском районах.
В 1930 году в селе 2 колхоза «Урал» и «Революция» (совместно с деревней Новые Бавлы), в 1950 году объединены под названием «Урал», впоследствии несколько раз переименовывался и реорганизовывался. С 2000 года СХПК «Урал».
В 1933 году на территории села начал работать кирпичный завод.

## Население
| 1859 | 1889 | 1897 | 1920 | 1926 | 1938 | 1949 | 1958 | 1970 | 1979 | 1989 | 2002 | 2010 | 2015 |
| ---- | ---- | ---- | ---- | ---- | ---- | ---- | ---- | ---- | ---- | ---- | ---- | ---- | ---- |
| 1090 | 1638 | 1938 | 2366 | 2107 | 2063 | 1791 | 1407 | 1059 | 1247 | 1040 | 1038 | 944  | 1053 |

Национальный состав
Согласно результатам переписи 2002 года, в национальной структуре населения села татары составляли 97 % из 1038 человек.

## Экономика
Жители работают преимущественно в крестьянских (фермерских) хозяйствах занимаются полеводством, мясо-молочным скотоводством.

## Инфраструктура
В селе действуют средняя школа (с 1919 г.), библиотека (с 1953 г.), клуб (с 1972 г.), детский сад (с 1986 г.), фельдшерско-акушерский пункт (в 2016 г. построено новое здание).

## Религия
Мечеть (с 2004 г.).

## Известные люди
- Н. Н. Хабипов (р. 1955) — кандидат сельскохозяйственных наук, глава администрации Бавлинского района и г. Бавлы (в 1998—2005 гг.), руководитель Россельхознадзора по РТ (с 2010 г.).
- В. З. Юнусов (Юныс) (1930—2006) — писатель, публицист.
- М. З. Юнусов (Юныс) (1927—2014) — писатель, скульптор, лауреат Государственной премии РТ им. Г.Тукая (в честь братьев Юнусовых на здании школы установлена памятная доска).
- Н. И. Шарифуллин (р. 1957) — писатель, публицист, журналист-аналитик газеты «Ватаным Татарстан» (с 2011 г.).